# Карай
Кара́й (рос. Карай, марій. Карай) — присілок у складі Волзького району Марій Ел, Росія. Входить до складу Пет'яльського сільського поселення.

## Населення
Населення — 766 осіб (2010; 722 у 2002).
Національний склад (станом на 2002 рік):
- марі — 97 %